# Чуркино (Киров)
 Чуркино — деревня в Кировской области. Входит в состав муниципального образования «Город Киров»

## География
Расположена на расстоянии примерно 6 км по прямой на запад-юго-запад от железнодорожного вокзала станции Киров.

## История
Известна с 1671 года как починок Ивашка Липь Угеева (Липчеева) с 3 дворами, в 1764 (починок Липьев) 35 жителей, в 1802 (деревня Липьевская) 6 дворов. В 1873 году здесь (починок Липовский или Марьинский, Чуркино) дворов 10 и жителей 88, в 1905 (Липовский или Чуркино) 17 и 125, в 1926 (Чуркины или Липовский) 32 и 159, в 1989 60 жителей. Административно подчиняется Ленинскому району города Киров.

## Население
Постоянное население составляло 37 человек (русские 97%) в 2002 году, 29 в 2010.